# Direct pojišťovna
Direct pojišťovna, a.s. je neživotní pojišťovna. Nabízí pojištění vozidel, pojištění majetku, odpovědnosti, cestovní pojištění, pojištění podnikatelů a pojištění mazlíčků. Je součástí skupiny Direct, pod kterou spadají i Direct auto, Direct Fidoo, Direct nadace, Birne, Direct Technologies, VIGO Investments a Fondee. Je také členem České asociace pojišťoven.

## Název Direct pojišťovna
Mezi lety 2007 a 2012 působila pod názvem Direct pojišťovna společnost ve vlastnictví britské skupiny RSA. Po jejím konci koupila značku Direct Pojišťovna skupina VIGO Investments. V roce 2014 koupila skupina VIGO Investments pojišťovnu Triglav, kterou poté přejmenovala na Direct pojišťovnu. S dřívější pojišťovnou tak nynější Direct pojišťovna sdílí pouze název.

## Sídlo Direct pojišťovny
Oficiální sídlo firmy je Nové sady 996/25, 602 00 Brno. Část kanceláří ale sídlí i v Praze. Do roku 2023 se pražské kanceláře Direct pojišťovny nacházely v areálu Starého pivovaru v Holešovicích, v červnu 2023 přesídlily do nových prostor a obsadily jednu z budov udržitelného projektu Port 7, který vznikl na břehu Vltavy u Holešovického nádraží. Za tyto pražské kanceláře získala Direct pojišťovna, respektive skupina Direct (protože v Portu sídlí i Direct auto, Birne, Fidoo a Direct nadace) první místo v soutěži Kanceláře roku za rok 2023, v kategorii Velké kanceláře.

## Historie
V roce 2014 značku Direct koupila skupina VIGO Investments.Na podzim 2014 VIGO Investments uzavřela dohodu o převodu 100 % akcií pojišťovny Triglav, která v České republice působila od roku 1996.
V květnu 2015 Česká národní banka schválila převzetí pojišťovny Triglav investiční skupinou VIGO Investments.  Triglav pojišťovna byla přejmenována na Direct pojišťovnu a v prvním čtvrtletí roku 2015 už vykázala zisk. Prvním nabízeným produktem bylo cestovní pojištění, v říjnu 2015 se k němu přidalo autopojištění a byla otevřena pobočka v Českých Budějovicích.[zdroj?]
V únoru 2016 Direct pojišťovna začala nabízet pojištění odpovědnosti a majetku, otevřela nové pobočky v Ostravě a Praze. V červenci pojišťovna oznámila, že za prvních šest měsíců roku 2016 získala přes 73 tisíc nových klientů. V říjnu 2016 Direct pojišťovna představila nové pojištění flotil pro firmy a počet zaměstnanců překročil 200.
V roce 2017 koupila 50 procent akcií firma Odyssey 44 a byla vytvořena skupina Direct, do které se přidala společnost Direct finance. Direct finance vznikla přejmenováním společnosti Expensa, která se zaměřovala na předplacené platební karty a poskytování on-line platebních služeb.
V roce 2018 do Direct pojišťovny vstoupil investor Martin Kúšik. Pojišťovna začala nabízet nové pojištění zaměřené na živnostníky a střední podnikatele. V září 2018 spustila Direct pojišťovna svou první image kampaň, v níž se představuje jako „konečně normální pojišťovna". V tomto roce Direct pojišťovna získala 3. místo v kategorii Klientsky nejpřívětivější neživotní pojišťovna 2018
V květnu 2019 začal prodej chytrých čidel Direct echo, která zaznamenávají únik vody nebo pohyb. Direct pojišťovna také získala druhé místo v kategorii Klientsky nejpřívětivější neživotní pojišťovna soutěže Nejlepší pojišťovna roku 2019 vyhlašované Hospodářskými novinami a v soutěži Finparáda, Finanční produkt roku se umístila na 1. místě v kategorii Cestovní pojištění. 
V roce 2020 začala Direct pojišťovna poskytovat nové autopojištění. V soutěži Zlatá koruna 2020 se povinné ručení Directu umístilo na prvním místě. V soutěži Finparáda, Finanční produkt roku se umístila na 1. místě v kategorii Cestovní pojištění. 
V únoru 2021 byl Direct vyhlášen jako první v žebříčku nejlepších finančních produktů a služeb Finparada.cz v kategorii cestovní pojištění za rok 2020. Ve stejném době se Direct pojišťovna stal skokanem roku v anketě TOP Zaměstnavatelé, do které kandidáty nominují studenti, kteří tím sami říkají, kde chtějí pracovat. Direct se stal firmou s největším posunem v hodnocení. V dubnu 2021 byl založen Direct auto, síť dealerství a autoservisů. První autoservis vznikl v Praze a nabízel servis aut a opravy po autonehodách. Autocentrum v Brně vzniklo o šest měsíců později, v říjnu 2021. V květnu 2021 získalo cestovní pojištění od Direct pojišťovny 1. místo v soutěži Zlatá koruna. V říjnu 2021 Direct pojišťovna potřetí v řadě uspěla v Ceně Hospodářských novin a stala se třetí klientsky nejpřívětivější pojišťovnou.
V březnu 2022 vydala Direct pojišťovna své dluhopisy. Jejich zajištění zahrnovalo 100 % akcií Direct pojišťovny. V květnu 2022 získalo cestovní pojištění od Directu 2. místo v soutěži Zlatá koruna. V červnu 2022 spustila Direct pojišťovna službu Garance mobility, díky které mají klienti nárok na náhradní auto zdarma. V srpnu 2022 zrušila pojišťovna své pobočky, klientům je od té doby k dispozici přes chat, web, call centrum a mobilní aplikaci. V říjnu 2022 předal po sedmi letech Pavel Řehák vedení Direct pojišťovny Michalu Řezníčkovi, který měl v pojišťovně do té doby na starosti obchodní aktivity. V listopadu 2022 spustila Direct family další sesterskou společnost Birne. Birne je operativní leasing aut, u kterého klient není omezen nájezdem kilometrů a může auto vrátit kdykoli.
V lednu 2023 spustila Direct pojišťovna novou reklamní kampaň. Ta byla založená na konceptu "Snapsurance" – tedy pojištění lusknutím prstu. Za touto kampaní stála B&T agency. Lusknutí prstů je hlavní poznávací znak všech spotů i klíčových vizuálů kampaně. V únoru 2023 překonala Direct pojišťovna hranici 3 miliard Kč v portfoliu. Třetinu této částky tvořilo pojištění podnikání. V červnu 2023 vyhodnotil žebříček Finparáda cestovní pojištění Direct pojišťovny jako nejlepší cestovní pojištění na českém trhu. O měsíc později se cestovní pojištění Directu umístilo na prvním místě také v soutěži Zlatá koruna. V září 2023 vstoupili do skupiny VIGO Investments dva nová partneři: Aleš Stýblo a Karel Soukeník. V říjnu 2023 se stala tváří Directu tenistka Karolína Muchová.
V březnu 2024 Direct pojišťovna překonala další dva milníky: 3,5 miliardy v portfoliu a půl milionu klientů. Šlo o nejvýraznější růst v její historii, přičemž nejvíce rostla v podnikatelském a v havarijním pojištění. V létě 2024 vytvořila Direct pojišťovna svou první AI kampaň, kterou propagovala své cestovní pojištění. V červnu 2024 získala Direct pojišťovna první místo v soutěži Kanceláře roku v kategorii Velké kanceláře. Architektem kanceláří byla firma Capexus. V srpnu 2024 vstoupila Direct pojišťovna na polský trh, kde začala obsluhovat na 400 000 klientů. V rámci této expanze se zpočátku zaměřila na autopojištění.
V lednu 2025 spustila Direct pojišťovna nový produkt – pojištění mazlíčků. Je určeno pro majitele psů a koček. V dubnu 2025 změnila Direct pojišťovna své logo. Změna loga byla součástí celkové rebrandingu skupiny Direct, kteru měl vizuálně sjednotit. Novou vizuální identitu vytvořilo Studio Najbrt, konkrétně Aleš Najbrt a Jakub Spurný. Nové logo by dle jeho tvůrců mělo vyjadřovat lehkost a dynamiku jednoduchým symbolem, ve kterém je možné spatřit křídla ptáka letícího vzhůru. V červenci 2025 získala Direct pojišťovna za své cestovní pojištění už popáté první místo v soutěži Zlatá koruna.